# Southport (Regno Unito)
Southport è una città britannica del Merseyside, in Inghilterra, con una popolazione al 2011 di 91 703 abitanti.
Sorge sul Mare d'Irlanda, circa 26 chilometri a nord di Liverpool.

## Storia
Southport, nella sua forma odierna, è stata fondata nel 1792, anche se sono presenti tracce di insediamenti più antichi: la parte nord è menzionata nel Domesday Book, mentre altre aree della città hanno toponimi vichinghi. Tra il 1846 ed il 1848 ha ospitato Napoleone III che, prima di diventare presidente e poi imperatore di Francia, ha vissuto qui in esilio in Lord Street.
Il 29 luglio 2024, in una scuola di danza della città, un criminale ha perpetrato una strage di bambine tramite accoltellamento: l'assassino, che ha massacrato tre bambine di 6, 7 e 9 anni ferendo altre 10 persone, otto delle quali erano bambine, è Axel Rudakubana di 18 anni, figlio di ruandesi immigrati, il quale è stato condannato a una pena di 52 anni. Nel suo computer è stato trovato un manuale di addestramento pubblicato da Al Qaida, quindi Rudakubana è stato incriminato anche per terrorismo.

## Monumenti e luoghi d'interesse
Luogo sicuramente d'interesse è il Southport Pier che è il secondo più lungo del Regno Unito dopo quello di Southampton.

## Amministrazione
Ha perso la sua autonomia amministrativa nel 1974.

## Infrastrutture e trasporti
La Arriva è la principale ditta di trasporti pubblici su ruote (autobus) e collega Southport alle vicine città di Preston e Liverpool, principalmente, e altri piccoli centri nelle vicinanze. La linea ferroviaria principale, la Merseyrail, collega Southport a Hunts Cross passando per Liverpool Central. Souhtport è inoltre collegata con Manchester e Chester.